# ناصر حبیبیان
ناصر حبیبیان (زادهٔ ۱۳۵۹ در نهاوند) نمایش‌نامه‌نویس، کارگردان و پژوهشگر است. دارای مدرک کارشناسی ادبیات نمایشی و کارشناسی ارشد کارگردانی از دانشگاه تهران_ دانشکده هنرهای زیبا است.
فعالیت هنری خود را در نه سالگی با بازی در تئاتر آغاز و از سال ۱۳۷۶ به عنوان نویسنده و کارگردان در عرصه تئاتر فعال است. او دبیر دوازدهمین دورهٔ جشنواره بین‌المللی تئاتر دانشگاهی ایران و دارای عناوینی همچون پژوهشگر نمونه و دانشجوی ممتاز دانشکده هنرهای زیبا در دانشگاه تهران، پژوهشگر برگزیده سال در «اردیبهشت تئاتر ایران»، برگزیده نویسندگی «جشنواره سراسری تئاتر سوره» دارای تندیس نمایشنامه‌نویسی از «سی وسومین جشنواره بین‌المللی تئاتر فجر» (۱۳۹۳) و تندیس گفتار متن از دهمین جشنواره  سینما حقیقت  است." (1395) از جملهٔ مهمترین آثار پژوهشی او کتاب «تماشاخانه‌های تهران» است. او همچنین دبیر «همایش تئاترشناسی ساموئل بکت» (۱۳۸۴). دبیر «همایش تئاترشناسی اوژن یونسکو»(۱۳۸۵). دبیر کانون نمایش دانشگاه تهران، (۱۳۸۵–۱۳۸۷) و سردبیر برخی نشریات پژوهشی بوده‌است.

## نمایشنامه‌ها
- احساسات عمومی (۱۳۹۵)
- هزار شلاق (۱۳۹۲)[۱۳]
- چِـر (۱۳۹۳)[۱۴]
- کابوسهای شکسته خاک (۱۳۹۳)
- گلهای شرقی (۱۳۹۲)
- غروب غریبان(۱۳۹۰)[۱۵]
- تیتر یک (۱۳۸۵)
- تیتر دو (۱۳۸۴)
- دیو و دلبر (۱۳۸۰)
- ۱۲+۱ (۱۳۸۰)
- بلوط برشته(۱۳۸۰)[۱۶]
- یه قاچ کیک تولد (۱۳۷۹)
- پوستین وارونه (۱۳۷۵)